# Паллуа, Николя
Николя́ Паллуа́ (фр. Nicolas Pallois; 19 сентября 1987, Эльбёф, Франция) — французский футболист, защитник и капитан французского клуба «Нант».

## Карьера
Николя Паллуа начал свою карьеру в «Кане», но так и не сыграл за клуб, и в 2008 перешел в любительский чемпионат Франции выступать за клуб «Кевийи». За два года в клубе он сыграл 53 матча в лиге, забив три гола. В мае 2010 года Паллуа перешел в клуб Лиги 1 «Валансьен», согласовав трёхлетний контракт. Он дебютировал на профессиональном уровне в сезоне 2010-11 и сыграл 11 матчей за клуб, прежде чем перейти в аренду в Лаваль в сезоне 2011-12, где он сыграл 21 матч.
28 июня 2012 года Паллуа подписал двухлетний контракт с недавно получившем повышение клубом Лиги 2 Ньор. В двух сезонах он провел 71 матч за клуб, забив четыре гола.
17 июня 2014 года Паллуа подписал четырёхлетний контракт с «Бордо». За 3 года сыграл 82 матча за «жирондинцев».
В июле 2017 года игрок перешел в «Нант», согласовав трёхлетний контракт с возможностью продления на год. Сумма трансфера за игрока составила 2 миллиона евро. В настоящее время является капитаном клуба «Нант» и уже провел 178 матчей и забил 5 голов

## Награды
«Нант»
- Обладатель Кубка Франции: 2021/22